# 水元秀二郎
水元 秀二郎（みずもと ひでじろう、1975年9月30日 - ）は、日本の俳優、歌手。熊本県出身。ドロップオブスター所属。母は作家の下ヨシ子。

## 人物
- 趣味は絵画・自動車・マリンスポーツ。
- 2004年7月9日にリリースされた『博徒道 襲名披露』にて、Vシネマデビュー。
- 2009年に元「モーニング娘。」加護亜依との不倫が報じられた[3]。
- 2015年1月5日、自身のブログで肝臓癌であることを告白。併せて俳優活動を休止する旨を報告した。
- 2017年1月14日、自身のブログにて事業家、そして一般人として生きていくという旨を報告し[4]、これが芸能界からの引退宣言と受け止められた。しかし翌15日のブログでは引退は否定し[5]、2018年の活動休止を経て[6]、2022年の時点でも俳優活動を継続している。

## 出演

### Vシネマ
- 博徒道 襲名披露（2004年） - 雷神会花村一家中井組組員
- 修羅の門1,2（2004年）全2巻
- 任侠 盃事のすべて（2005年、総監修：村上和彦）全4巻
- 誇り高き野望 - （2005年 - 2006年）森田組松浦組組員 若村成明（1作目は主題歌も担当）
- 逆鱗組7人衆2、3
- 逮捕1、2
- 実録・暴走族 最後のギャング 関東連合 ブラックエンペラー五代目（2008年） - マッドスペシャル幹部 / 国防青年隊幹部 望田重行
- 侠の復讐（2008年）
- 万華鏡（2009年、企画・脚本：保阪尚希） - 主演・スナイパーK / 主題歌も担当
- ハングリーハート1・2（2009年）全2巻
- 野望への挑戦1・2・3（2009年）全3巻 - 五代目藤堂組大谷組若頭補佐 村井慎太郎
- 兄弟の墓場1・2（2010年）全2巻 - 金獅会組員（ヒットマン）
- デコトラの鷲
- 修羅の荒野 シリーズ（2008年 - 2010年）全8巻 - 主演・前園悠斗 / 主題歌も担当
- 裏盃の軍団1,2（2010年） - 大門組組員 高木
- 修羅を征く獅子（2011年）全2巻 - 主演・関東采政会小原組若頭 花田希翔 / 主題歌も担当
- 狼の流儀（2012年） - 主演・黒崎丈太郎 / 主題歌も担当
- 分裂（2013年） - 三河組岩渕組組員 幸田俊介
- 日本統一4-17（2014年-2016年） - 二代目侠和会会長付 小堺組組長 小堺透馬
- 盃外交（2014年） - 侠眞会須藤組若頭 剣崎忠義
- 最強独立組織（2014年） - 鮫島(倉木の若衆)
- 日本やくざ抗争史 西成抗争（2014年） - 若き日の吉町
- 日本やくざ抗争史 絶縁 第二章（2014年） - 三代目丹波組系組員
- 日本やくざ抗争史 首領襲撃（2014年） - 三代目丹波組系 コマダ組長
- 三代目代行3（2014年） - 赤星組若頭 加藤世一
- 極道の教典1-5（2014年 - 2015年）全5作 - 三上組組員（久世の舎弟）
- 首領の道14・完結編（2015年） - 若き日の連城浩一
- 関東極道連合会 第三章（2015年） - 五代目山富士組組員
- 関東極道連合会 第四章（2015年） - 若き日の牧原
- 制覇1 - 5（2015年 - 2016年） - 新見組武田組若頭 沖田卓也
- 日本やくざ抗争史 広島抗争（2015年、全2作） - 能見組若頭
- 新宿黒社会 新宿やくざVSチャイニーズマフィア1・2（2015年・2016年） - 主演・友山会高田組若頭補佐 瀬山健一
- 裏切りの仁義（2017年）全2作 - 啓仁会黒岩組若頭 中山敏行
- 覇者の掟 第一章・第五章（2018年 - 2019年） - 竜仁会山際組組員 室井直人
- 影と呼ばれた男たち1 - 6（2019年 - 2020年） - 紀藤竜次の部下
- 下町任侠伝 鷹1・2（2020年） - 黒崎組組長 黒崎利一
- 極道の紋章レジェンド1・2・3（2021年） - 福岡睦会 緒形組若頭 緒形浩一郎（元自衛官、緒形組組長緒形康浩の実子）
- 織田同志会 織田征仁 第五章・第六章（2021年）- 虎松一家若頭 森野伊志眞（堂本力也と兄弟分）

### 映画
- カタナーマン（2006年）
- 風雲児 長者番付に挑んだ男（2006年）
- ONE〜一つになりたい（2006年）
- 九転十起の男 シリーズ（2006年、2007年）主題歌も担当
  - 九転十起の男 浅野総一郎の青春（2006年9月26日）
  - 九転十起の男2 浅野総一郎 激動の壮年期（2007年5月12日）
  - 九転十起の男3 グッドバイ（2007年11月10日）
- 破天荒力 A Miracle of Hakone（2008年2月16日）主題歌も担当
- カジノ2（2008年） - 「ベガス」のカジノ客（ヤクザ）
- JOHNEN 定の愛（2008年5月31日）
- Blood ブラッド（2009年4月29日）
- 新宿インシデント（2009年）
- 弁天通りの人々（2009年）- 主演・浅野総一郎 / 主題歌も担当
- 手のひらの幸せ（2010年1月23日） - 森田聡
- 昆虫探偵ヨシダヨシミ（2010年4月3日） - 虫食い男
- ゼブラーマン -ゼブラシティの逆襲-（2010年5月1日）
- さくら、さくら 〜サムライ化学者・高峰譲吉の生涯〜（2011年3月5日） - 坂東医師

### テレビドラマ
- 愛の迷宮（2007年、東海テレビ）
- 外科医 鳩村周五郎〜闇のカルテ4 （2008年3月28日、フジテレビ） - 警視庁捜査一課三係 刑事 根本
- キャットストリート（2008年、NHK）
- 誰も守れない（2009年、フジテレビ）

### バラエティ他
- 月イチひでじろう（KABレギュラー番組）5ch（KAB）
- アカデミーナイト週刊哀川翔（TBS）
- 平成歌謡塾（テレビ朝日）
- 新・平成歌謡塾（BS朝日）

### CM
- パチンコ&パチスロでちゃう!

### ショートムービー
- フルーツの恩返し（主演 / 主題歌）

## 歌

### CD、PV
- 1☆番星（『ナニワ金融道 灰原勝負!起死回生のおとしまえ!』主題歌/日本コロムビア）
- 愛してたんや（日本コロムビア）
- 本牧マリー（日本コロムビア）
- もういちど…（『誇り高き野望1』主題歌/日本コロムビア）
- 明日へ（『九転十起の男』主題歌/渡辺音楽出版）
- SAYONARA（日本コロムビア）
- 寂しさだけは置いてけよ
- 男道（日本コロムビア）
- きっかけは港町（『弁天通りの人々』主題歌/日本コロムビア）
- 夜明け（日本コロムビア）
- 陽炎〜KAGERO〜（日本コロムビア）
- 道化師（日本コロムビア）
- TimeGoesBy（日本コロムビア）